# North Gonja District
Der North Gonja District ist ein Distrikt der Savannah Region im Norden Ghanas und befindet sich in deren südöstlichem Teil.

## Geschichte
Ursprünglich war er am 23. Dezember 1988 Teil des damals größeren West Gonja District, bis der nördliche Teil des Distrikts am 28. Juni 2012 abgetrennt wurde, um den North Gonja District zu schaffen; der verbleibende Teil wurde daher als West Gonja Municipal District beibehalten (und am 27. Januar 2020 zum Municipal District erhoben). Der Distrikt befindet sich im zentralen Teil der Savannah Region und hat Daboya als Hauptstadt.

## Einwohnerentwicklung
Die folgende Übersicht zeigt die Einwohnerzahlen nach dem jeweiligen Gebietsstand.
| Jahr | Einwohner |
| ---- | --------- |
| 2010 | 43.547    |
| 2021 | 61.432    |